# 捷爾尼夫卡 (別列茲涅古瓦捷區)
47°11′55″N 33°0′27″E / 47.19861°N 33.00750°E
捷爾尼夫卡（烏克蘭語：Тернівка），是烏克蘭南部的村莊，隸屬尼古拉耶夫州的巴什坦卡區。該村始建於1892年，面積0.29平方公里，海拔高度14米，2001年人口107，人口密度每平方公里307.2人。